# Noumousso (Bobo-Dioulasso)
Ne doit pas être confondu avec Noumousso (Sidéradougou).
Noumousso est une commune rurale du département de Bobo-Dioulasso de la province du Houet dans la région du Hauts-Bassins au Burkina Faso.

## Géographie
Noumousso est située dans le 3e arrondissement du département de Bobo-Dioulasso, à environ 6 km au sud-est de Kouentou et à 24 km du centre de Bobo-Dioulasso. La commune est traversée par la rivière Sandana.

## Éducation et santé
Le centre médical le plus proche de Noumousso est le centre de santé et de promotion sociale (CSPS) de Kouentou.